# Крехов (Львовский район)

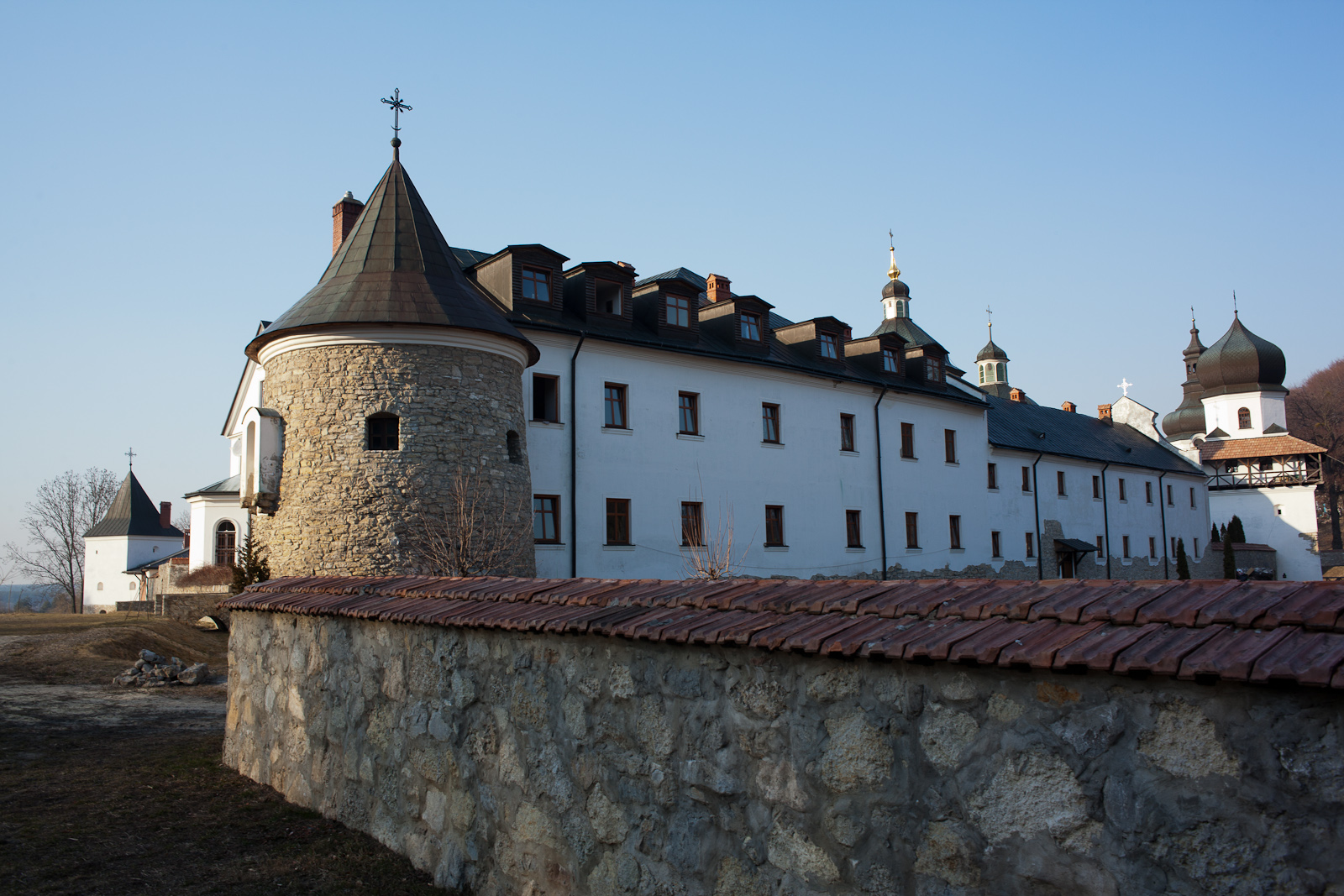
Креховский монастырь

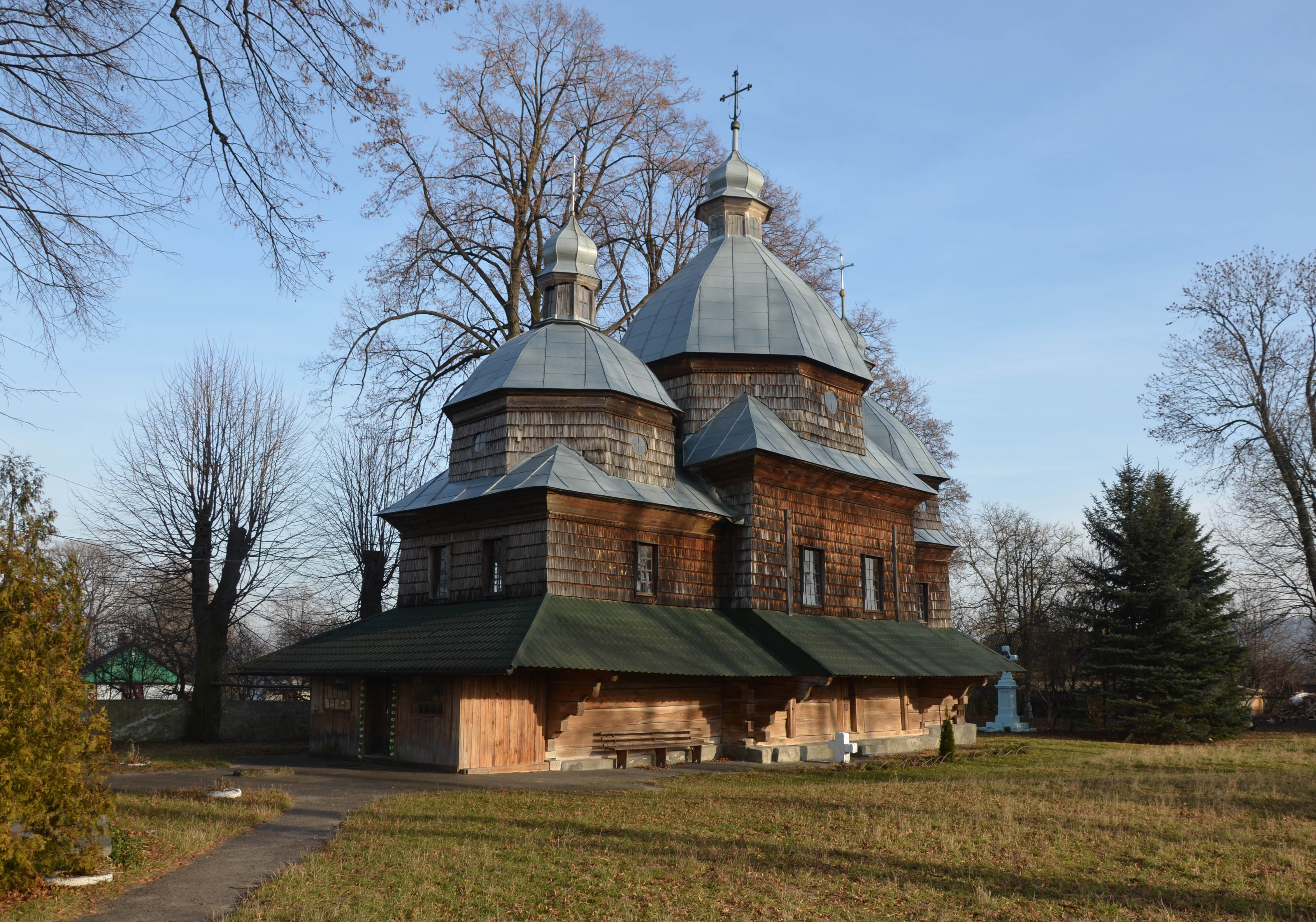
Церковь святой Параскевы

Крехов (укр. Крехів) — село в Жолковской городской общине Львовского района Львовской области Украины.
Население по переписи 2001 года составляло 818 человек. Занимает площадь 18,14 км². Почтовый индекс — 80352. Телефонный код — 3252.
В селе расположен Монастырь святого Николая, основанный монахами Киево-Печерской Лавры Йоилом и Сильвестром в 1612 году.